# انتصار الشك
انتصار الشك: المال المظلم وعلم الخداع هو كتاب من تأليف ديفيد مايكلز نُشر في عام 2020.
نُشرت مادة مُقتبسة من الكتاب في يناير 2020 في مجلة بوسطن ريفيو. 

## الملخص
يبدأ كتاب انتصار الشك بفصل أول تمهيدي وفصل عام بعنوان "علم الخداع". ثم تركز معظم الفصول اللاحقة على الطرق التي تمكنت بها الشركات بنجاح أكبر أو أقل من حجب الفهم العام للنتائج العلمية المتعلقة بأنواع معينة من المنتجات أو الاهتمامات. على سبيل المثال، تركز الفصول الفردية على المواد الكيميائية ("المواد الكيميائية للأبد،" الفصل 3)، والارتجاجات التي يتعرض لها لاعبو كرة القدم ("رئيس الأطباء في اتحاد كرة القدم الأميركي،" الفصل 4)، والمواد الأفيونية ("حول المواد الأفيونية،" الفصل 7)، وتغير المناخ ( "آلة إنكار المناخ،" الفصل 11)، والسكر ("حلو مقزز،" الفصل 12).  :xi-xii